# Abdelbassit Ben Dahman
 (décembre 2022).
La mise en forme du texte ne suit pas les recommandations de Wikipédia : il faut le « wikifier ».
Les points d'amélioration suivants sont les cas les plus fréquents. Le détail des points à revoir est peut-être précisé sur la page de discussion.
- Les titres sont pré-formatés par le logiciel. Ils ne sont ni en capitales, ni en gras.
- Le texte ne doit pas être écrit en capitales (les noms de famille non plus), ni en gras, ni en italique, ni en « petit »…
- Le gras n'est utilisé que pour surligner le titre de l'article dans l'introduction, une seule fois.
- L'italique est rarement utilisé : mots en langue étrangère, titres d'œuvres, noms de bateaux, etc.
- Les citations ne sont pas en italique mais en corps de texte normal. Elles sont entourées par des guillemets français : « et ».
- Les listes à puces sont à éviter, des paragraphes rédigés étant largement préférés. Les tableaux sont à réserver à la présentation de données structurées (résultats, etc.).
- Les appels de note de bas de page (petits chiffres en exposant, introduits par l'outil «  Source ») sont à placer entre la fin de phrase et le point final[comme ça].
- Les liens internes (vers d'autres articles de Wikipédia) sont à choisir avec parcimonie. Créez des liens vers des articles approfondissant le sujet. Les termes génériques sans rapport avec le sujet sont à éviter, ainsi que les répétitions de liens vers un même terme.
- Les liens externes sont à placer uniquement dans une section « Liens externes », à la fin de l'article. Ces liens sont à choisir avec parcimonie suivant les règles définies. Si un lien sert de source à l'article, son insertion dans le texte est à faire par les notes de bas de page.
- La présentation des références doit suivre les conventions bibliographiques. Il est recommandé d'utiliser les modèles {{Ouvrage}}, {{Chapitre}}, {{Article}}, {{Lien web}} et/ou {{Bibliographie}}. Le mode d'édition visuel peut mettre en forme automatiquement les références.
- Insérer une infobox (cadre d'informations à droite) n'est pas obligatoire pour parachever la mise en page.

Pour une aide détaillée, merci de consulter Aide:Wikification.
Si vous pensez que ces points ont été résolus, vous pouvez retirer ce bandeau et améliorer la mise en forme d'un autre article.
Abdelbassit Ben Dahman est un artiste plasticien marocain né en 1949 à Tanger et mort en 2018. L'art figuratif et le réalisme définissent son style de peinture.

## Biographie
Né à Tanger en 1952, où il vit et travaille, Abdelbassit Ben Dahman est fasciné par le dessin depuis son enfance. Il étudie à l'École des arts appliqués de Casablanca, et intègre ensuite le Centre pédagogique régional CPR de Rabat (section arts plastiques). À partir de 1973, il enseigne les arts plastiques dans sa ville natale, puis suit en 1983-1984 le cycle spécial de formation des professeurs d’arts plastiques. Il se consacre à l’enseignement, à sa peinture et à la gestion de la Galerie Linéart, laquelle abrite aussi son atelier,.
En 2018, la presse relaie le message des condoléances adressé par le roi du Maroc à sa famille.

## Inspiration
Inspiration d'un grand maitre (Gustav Klimt)[réf. nécessaire]

## Principales Expositions personnelles
- 1972: Galerie Delacroix à Tanger
- 1988: Galerie Moulay Ismail à Rabat et Galerie Dawliz à Casablanca
- 1994: Hotel Menzah à Tanger
- 2000: Compagnie des Arts à Paris
- 2001: Galerie Mediart à Paris
- 2002: Galerie Sargadelos à Séville
- 2003: Galerie Antres à Séville
- 2005: Galerie Venise Cadre à Casablanca[6]
- 2007: Institut du monde Arabe à Paris et Galerie Venise Cadre à Casablanca
- 2008: Galerie Venise Cadre à Casablanca
- 2010: Galerie Venise Cadre à Casablanca
- 2012: Galerie CDG à Rabat

## Principales expositions collectives
- 1996: « Empreintes de Tétouan » - Club de la banque populaire à Casablanca
- 2002: Arts Contemporaneo à Séville
- 2004: 1er Salon National des Arts Plastiques (SNAP) à Casablanca
- 2005: Palais Bahia à Marrakech et 2éme Salon National des Arts Plastiques (GENAP) à Casablanca
- 2006: Galerie LINEART à Tanger
- 2007: Institut du Monde Arabe à Paris